# Maritsa
Maritsa (bulgarsk: Марица [mɐˈrit͡sɐ]), også kendt som Meriç ( tyrkisk: Meriç  [meɾit͡ʃ] ) og Evros ( græsk: Έβρος  [ˈEvros]), er en flod, der løber gennem Balkan i Sydøsteuropa. Med en længde på 480 km, er Maritsa den længste flod, der udelukkende løber i det indre af Balkanhalvøen. Den kommer fra Rila-bjergene og løber gennem Bulgarien i dens øvre og midterste del, mens dens nedre løb danner meget af grænsen mellem Grækenland og Tyrkiet. Dens afvandingsområde er omkring 53.000 km2, hvoraf 66,2% er i Bulgarien, 27,5% i Tyrkiet og 6,3% i Grækenland. Den er hovedfloden i den historiske region Thrakien, hvoraf det meste ligger i dens afvandingsområde.
Det har sit udspring i Rila-bjergene i det vestlige Bulgarien, og løber mod sydøst mellem Balkan- og Rhodope-bjergene, forbi Plovdiv og Parvomay (hvor Mechka og Kayaliyka løber ud) til Edirne i Tyrkiet. Øst for Svilengrad i Bulgarien drejer floden mod øst og danner grænsen mellem Bulgarien (på nordbredden) og Grækenland (på den sydlige bred) og derefter mellem Tyrkiet og Grækenland. Ved Edirne flyder floden gennem tyrkisk territorium på begge bredder, vender derefter mod syd og danner grænsen mellem Grækenland på vestbredden og Tyrkiet på østbredden på resten af strækningen til Det Ægæiske Hav. Tyrkiet fik en lille sektor på vestbredden overfor byen Edirne. Maritsa løber derefter forbi byerneKastanies, Pythio, Didymoteicho og Lavara i Grækenland. Den løber ud i Det Ægæiske Hav nær Enez, hvor den danner et floddelta. Tundzha er dens vigtigste biflod; Arda er en anden. Det nederste løb af Maritsa/Evros udgør en del af den bulgarsk-græske grænse og det meste af den græsk-tyrkiske grænse. Den øvre Maritsa-dal er den vigtigste øst-vest-gående rute i Bulgarien. Den ikke sejlbare flod bruges til elproduktion og kunstvanding.

## Etymologi
Det tidligste kendte navn på floden er Εύρος (Euro, Alcman, 7. - 6. århundrede f.Kr.). Indoeuropæisk *ewru og oldgræsk: εὐρύς betød "bredt". Den indoeuropæiske "wr" -lyd skiftede på thrakisk til "br", hvilket skabte det trakiske navn Ebros. Derefter begyndte floden at blive kendt som Ἕβρος ( Hébros) på græsk og Hebrus på latin. I stedet for en oprindelse som "bred flod" er en alternativ hypotese, at den er lånt fra Thracian hvor ebros betyder "sprøjtende".
Mens navnet Έβρος (Hebros) blev brugt på oldgræsk, var navnet Μαρίτσα (Maritsa) blevet standard, før den gamle form Έβρος (nu: Évros) blev kunstigt genoprettet på moderne græsk. Navnet Maritsa kan stamme fra et bjerg nær flodmundingen, der i antikken var kendt som Μηρισός eller Μήριζος 

## Historie
I 1371 var floden stedet for slaget ved Maritsa, også kendt som slaget ved Chernomen, hvor osmannerne vandt en sejr over serberne. Vukašin Mrnjavčević og Jovan Uglješa døde i slaget.

## Migration
Floden Maritsa/Evros som en naturlig barriere på grænsen mellem Tyrkiet og Grækenland er blevet en vigtig rute for migranter fra en række forskellige lande, der forsøger at komme ulovligt ind i EU. Mellem 2000 og 2019 blev 398 lig fundet på den græske side af Evros-floden. Indtil da var drukning i Evros den største dødsårsag blandt migranter, der forsøgte at komme ind i Grækenland.
Tyrkiske væbnede styrkers tab pådrog sig i kampe mod den russisk-støttede syriske regering i det nordlige Syrien i slutningen af februar 2020, førte en drastisk ændring i Tyrkiets politik over for flygtninge på dens område, og til eskalering af situationen ved Evros-grænsen og en forværring af spændingen mellem Tyrkiet på den ene side og Grækenland og EU som helhed på den anden side.
I maj 2020 kom der nyheder om, at tyrkiske styrker besatte 6,5 hektar græsk område ved Melissokomeio, som vist på kort fra 1923, efter en ændring i floden Maritsa/Evros.

## Bifloder
Fra flodens kilde omfatter betydende bifloder til Maritsa:
- Venstre bifloder:
  - Topolnitsa (flyder ind i Maritsa nær Pazardzhik )
  - Luda Yana (nær Ognyanovo )
  - Stryama (nær Sadovo )
  - Sazliyka (nær Simeonovgrad )
  - Tundzha /Tunca (i Edirne )
  - Ergene (nær İpsala )
- Højre bifloder:
  - Chepinska reka (nær Septemvri )
  - Vacha (nær Stamboliyski )
  - Chepelarska reka (nær Sadovo)
  - Harmanliyska reka (nær Harmanli )
  - Arda /Ardas (nær Edirne)
  - Erythropotamos /Luda reka (nær Didymoteicho )

## Oversvømmelser
Det lavere løb af floden Maritsa/Evros, hvor den udgør grænsen til Grækenland og Tyrkiet, er meget sårbar over for oversvømmelser. I cirka 4 måneder hvert år oversvømmes lavlandet omkring floden. Dette forårsager betydelig økonomisk skade (tab af landbrugsproduktion og skade på infrastruktur), der anslås til flere hundrede millioner euro.
De seneste store oversvømmelser fandt sted i 2006, 2007, 2014, og den største der fandt sted i 2021. Der er foreslået flere årsager til oversvømmelserne: mere nedbør på grund af klimaforandringer, skovrydning i den bulgarske del af oplandet, øget arealanvendelse på oversvømmelsessletterne og vanskelig kommunikation mellem de tre lande.